# KL-7

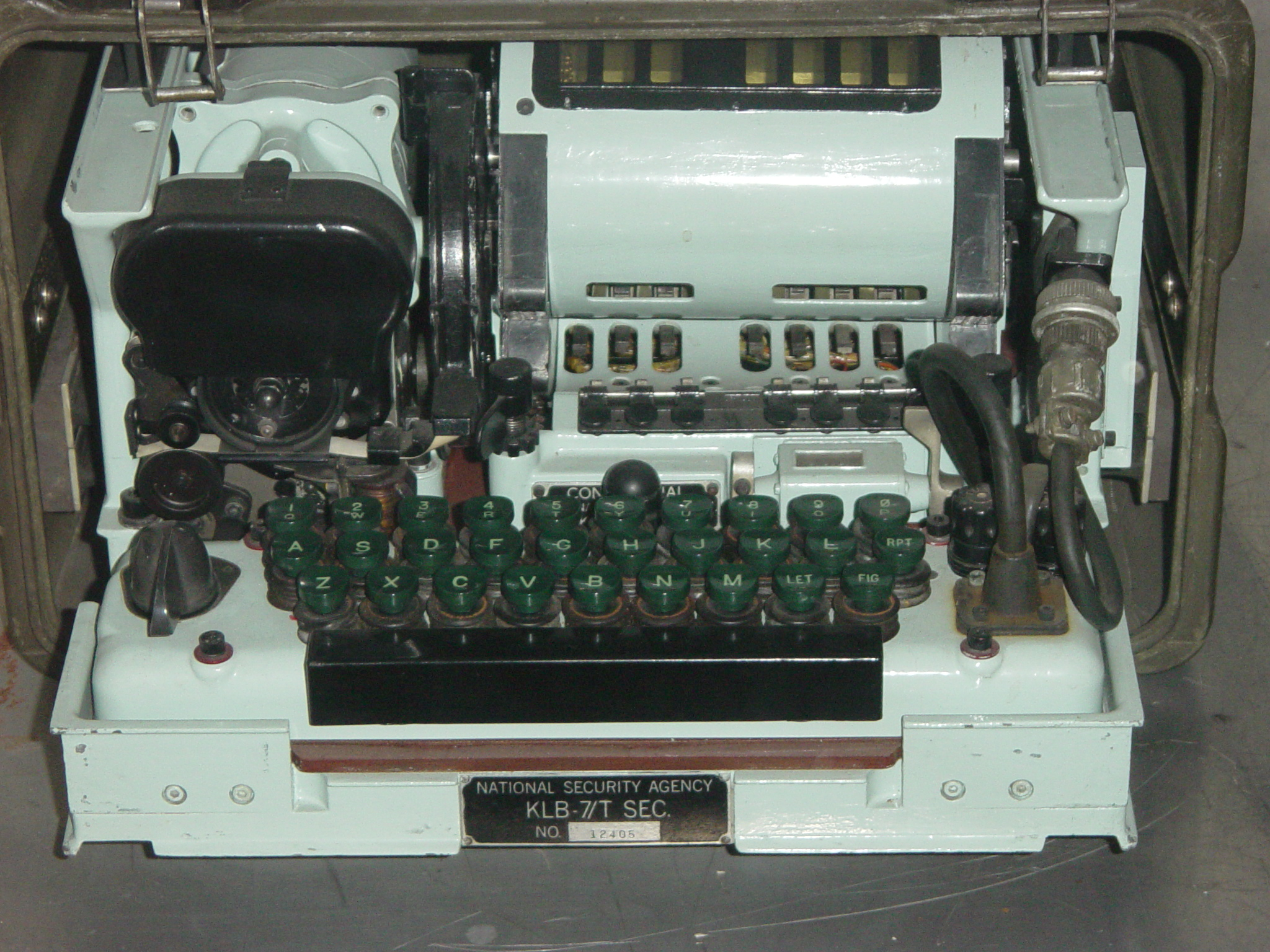
Une machine KL-7

La TSEC/KL-7, connue sous le nom de code ADONIS, était une machine de chiffrement à rotors inventé en 1949 et utilisée vers 1953 par la NSA et dans les forces de l'OTAN. Elle avait huit rotors, sept d'entre eux bougeant selon un schéma complexe. Le rotor statique était au milieu de la pile. Elle remplaçait le système SIGABA développé pendant la Seconde Guerre mondiale.

## Historique
La KL-7 a été conçue pour les opérations hors ligne. Sa taille était comparable à celle d'un téléscripteur et avait un clavier semblable, à trois rangées, avec des touches d'inversion entre les lettres et les chiffres. La KL-7 imprimait ses résultats sur des bandes de papier étroites. En mode chiffrement, une espace était ajoutée après chaque bloc chiffré de cinq lettres. Un adaptateur, le KLX-7, autorisait les rubans de papier perforés à cinq niveaux de type Baudot utilisés sur les téléscripteurs afin de rendre compatible le déchiffrement sur ce matériel. La KL-7 standard n'avait aucun moyen de perforer les rubans, alors qu'une variante, la KL-47, pouvait le faire, permettant la saisie directe sur les téléscripteurs.

## Fonctionnement

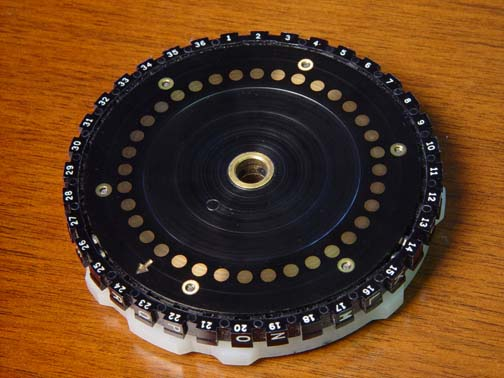
Un rotor d'une machine KL-7

Chaque rotor avait 36 contacts. Pour changer les paramètres de chiffrement de l'appareil, les opérateurs devaient sélectionner un rotor et le placer dans un anneau de plastique à la bonne distance. Les anneaux et les distances à utiliser étaient spécifiés dans une liste de clés. Ce processus devait être répété huit fois pour finaliser le positionnement de tous les rotors. Ces paramètres étaient modifiés toutes les 24 heures à minuit UTC. Le panier contenant les rotors était démontable et il était courant d'avoir un second jeu de rotors dans un autre panier, permettant de positionner les rotors de chiffrement avant de changer de clé. L'ancien panier restait alors à disposition pour continuer à déchiffrer les messages chiffrés la veille avec l'ancienne clé mais reçus après minuit.
Le panier contenait deux jeux de connecteurs à chaque bout, couplés à l'ensemble principal. Une paire de connecteurs, avec 26 contacts chacun, était connectée au clavier et à l'imprimante. L'autre paire de connecteurs, de 10 contacts chacun, était connectée au mécanisme de contrôle de l'avancement des rotors. Il y avait aussi un commutateur sous chaque rotor en mouvement, actionné par une came de l'anneau de plastique. Des jeux d'anneaux avaient des agencements différents de cames. Le fonctionnement exact de l'ensemble n'a pas été rendu public, mais il est vraisemblable que cela permettait un mouvement pseudo-aléatoire des rotors, un principe d'architecture éprouvé avec SIGABA. Un ancien opérateur sur KL-7 mentionne que le mouvement des rotors était indépendant du contenu du texte clair ou du texte chiffré.
Un commutateur sous le clavier pouvait permettre de basculer le mode de traitement des données du chiffrement au déchiffrement et inversement, de telle sorte qu'un jeu de rotors pouvait servir à l'un ou à l'autre.
La KL-7 a été très largement remplacée par des systèmes électroniques comme la ROMULUS KW-26 ou la JASON KW-37 dans les années 1970, mais les KL-7 restèrent en service en soutien et pour des utilisations particulières. En 1967, quand John Anthony Walker (un marin de l'United States Navy) se rendit à l'ambassade de l'URSS à Washington, DC à la recherche d'un emploi d'espion, il emmena avec lui une copie d'une liste de clés de la KL-47. D'autres compromissions des KL-7 furent constatées. Un modèle volé par le Nord Viêt Nam est présenté au musée de la cryptologie de la NSA. Après la découverte de l'espionnage entourant cette technologie en 1985, les dernières KL-7 et KL-47 furent retirées du service et désactivées. Le Canada envoya son dernier message chiffré à l'aide d'une KL-7 le 30 juin 1983, « après 27 ans de service ».

## Sources
1. ↑  https://www.ciphermachinesandcryptology.com/en/kl-7.htm
2. ↑  http://www.jproc.ca/crypto/kl7.html

- Page de Jerry Proc sur la KL-7
- Détails techniques et historiques sur la KL-7 de Dirk Rijmenants
- Informations collectées sur la KL-7
- History of the TSEC/KL-7 ADONIS & POLLUX (pdf) Dirk Rijmenants, publié en 2024 (en anglais).